# Bradysia impatiens
Bradysia impatiens är en tvåvingeart som först beskrevs av Oskar Augustus Johannsen 1912.  Bradysia impatiens ingår i släktet Bradysia och familjen sorgmyggor. Inga underarter finns listade i Catalogue of Life.